# フューチャー・ウェイヴ
『フューチャー・ウェイヴ』は、2021年9月10日にワーナーミュージック・ジャパンより発売されたCAPSULEのデジタルシングルである。

## プロモーションについて

### Twitterでのアンケート
本作発売の一週間前となる2021年9月3日にワーナーミュージック・ジャパンのTwitterアカウントにてアンケートが配信された。そのアンケートに答えると、「フューチャー・ウェイヴ」の試聴用音源を聴くことができる。アンケートの内容は、「最初にプレイしたゲームは何か」である。

### RADIO CAPSULE on block.fm
本作発売の2時間前となる、日本時間2021年9月9日22時から、CAPSULEの公式YouTubeチャンネル及びblock.fmにて、本作の発売を記念したラジオ番組が生配信された。番組内では、CAPSULEのメンバー、中田ヤスタカによるCAPSULEの楽曲のノンストップメドレーや、多数のゲストによるメッセージや、彼らの選んだ楽曲がオンエアされた。この番組は、日本時間2021年9月10日0:00から24:00までアーカイブが公開されていた。

### Twitterでの楽曲シェアキャンペーン
発売日の日本時間9月10日0時から、同月23日23時59分までの2週間、対象となっていた音楽配信サービスのTwitterの楽曲シェア機能を使用して、ハッシュタグ「#フューチャーウェイヴCP」を入力して投稿した者の中から抽選で50人に、ミュージックビデオやジャケットで使用されている「フューチャー・ウェイヴ」のカセットテープが贈呈された。テープの収録内容は以下の通りである。
| #  | タイトル                   | 作詞 | 作曲・編曲 | 時間 |
| -- | -------------------------- | ---- | ---------- | ---- |
| 1. | 「フューチャー・ウェイヴ」 |      |            | 6:30 |

| #  | タイトル                                        | 作詞 | 作曲・編曲 | 時間 |
| -- | ----------------------------------------------- | ---- | ---------- | ---- |
| 1. | 「フューチャー・ウェイヴ (オリジナルカラオケ)」 |      |            | 6:30 |

B1.「フューチャー・ウェイヴ (オリジナルカラオケ)」はのちに、アルバム『メトロパルス』の初回限定版ディスクに「フューチャー・ウェイヴ (Instrumental)」として収録された。

## 楽曲について
フューチャー・ウェイヴ
作詞・作曲・編曲：中田ヤスタカ